# تتی آروآ
تِتی آروآ 
(به تاهیتیایی: Tetiʻaroa)، (به فرانسوی: Tetiaroa)یک آب‌سنگ حلقوی یا (خوست) در گروه جزایر بادگیر از مجمع الجزایر انجمن در پلی‌نزی فرانسه است که یک مجموعه سرزمینی فرادریایی از فرانسه در اقیانوس آرام است. این جزایر که زمانی تفرجگاه خانواده سلطنتی تاهیتی بود، در حال حاضر در اجارهٔ ۹۹ ساله خانواده مارلون براندو قرار داشته و استراحتگاه براندو (به انگلیسی: The Brando Resort)در این جزیره قرار دارد.

## جغرافیا

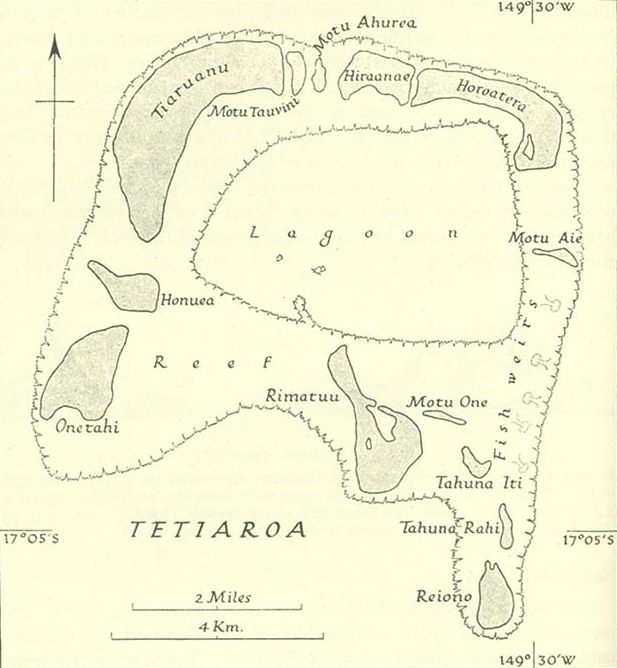
نقشه تِتی آروآ در سال ۱۹۳۳.

تِتی آروآ از نظر اداری تابع از کُمون آرو واقع در شمال شرقی تاهیتی است. این آبسنگ حلقوی در ۵۳کیلومتری (۳۳ مایلی) شمال تاهیتی قرار دارد. مساحت تِتی آروآ، ۶ کیلومتر مربع (۲ مایل مربع) بوده و تقریباً دارای ۵۸۵ هکتار (۱٬۴۵۰آکر (جریب فرنگی)) اراضی شن و ماسه ای است. این اراضی شامل ۱۲ جزیره خرد مرجانی (موُتو) با مساحت‌های مختلف می‌باشد. کولاب(لاگون) این آبسنگ، تقریباً ۷ کیلومتر (۴٬۳ مایل) عرض و ۳۰ متر (۹۸ فوت) عمق دارد.
جزایر خرد (موُتو)، به ترتیب در جهت عقربه‌های ساعت که از گوشه جنوب غربی شروع می‌شوند، عبارتند از:اونه تاهی
(به تاهیتیایی: Onetahi)(دارای باند فرودگاه که ابعاد آن با شکل و ابعاد جزیره خرد تنظیم‌شده است و استراحتگاه براندو)، هونوئه‌ها 
(به تاهیتیایی: Honuea)، تیارااوناو 
(به تاهیتیایی: Tiaruanu)، موُتو تائووینی (تایووینی) 
(به تاهیتیایی: Motu Tauvini (Tauini))، موُتوآهورِئآ (آئورا)
(به تاهیتیایی: Motu Ahurea (Auroa))، هیراآنائه 
(به تاهیتیایی: Hiraanae)، هوروآته را (اوروآته را)،
(به تاهیتیایی: (Oroatera) Horoatera)، موُتوآآیی ئه 
(به تاهیتیایی: Motu 'Ā'ie)، تاهونا ایتی 
(به تاهیتیایی: Tahuna Iti)، تاهونا رآهی 
(به تاهیتیایی: Tahuna Rahi)، رئیئونو 
(به تاهیتیایی: Reiono)، موُتو اونه 
(به تاهیتیایی: Reiono)(کرانه شنی در حال شکل‌گیری)، ریماتوئو (دارای منطقه حفاظت شده برای پرندگان).

### آب و هوا

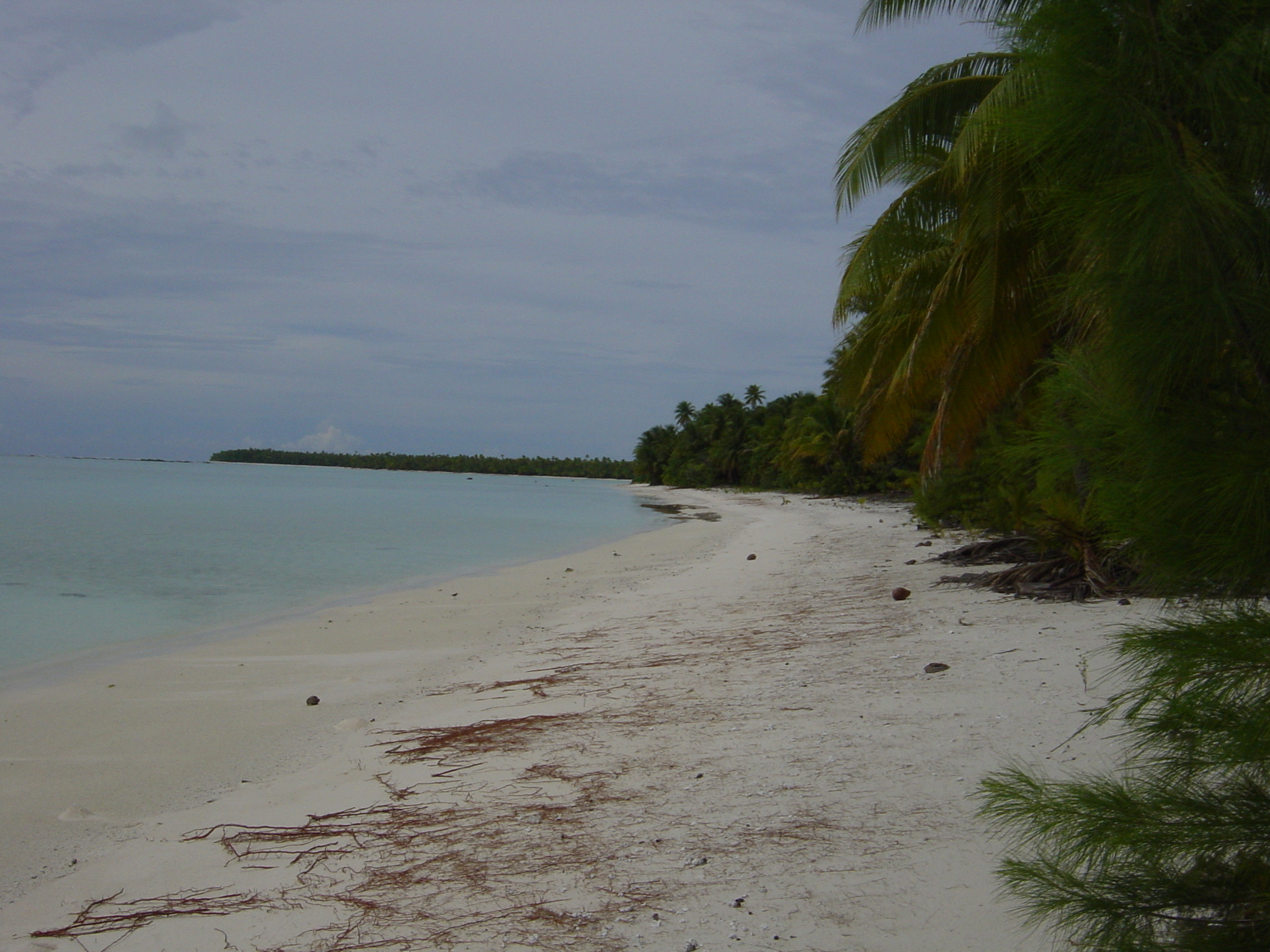
جزیره خُرد اونه تاهی.

تِتی آروآ بر اساس سامانه طبقه‌بندی اقلیمی کوپن، دارای
اقلیم موسمی حارّه‌ای است. میانگین سالانه دما تِتی آروآ، برابر با ۲۶٫۳ درجه سانتی گراد (۷۹٫۳ درجه فارنهایت) است. میانگین بارندگی سالانه ۱۸۸۳٫۱ میلی‌متر (۷۴٫۱۴ اینچ) است که دسامبر مرطوب‌ترین ماه در این آبسنگ حلقوی است. میانگین دما در ماه مارس، برابر با ۲۷٫۳ درجه سانتیگراد (۸۱٫۱ درجه فارنهایت) و کمترین آن در ماه اوت معادل با ۲۴٫۹ درجه سانتیگراد (۷۶٫۸ درجه فارنهایت) است. بالاترین دمای ثبت شده در تِتی آروآ ۳۵٬۵ درجه سانتیگراد (۹۵٫۹ درجه فارنهایت) در ۲۰ مارس ۱۹۹۵ بود. سردترین دمای ثبت شده در تاریخ ۲۵ ژوئیه ۱۹۸۷، ۱۴٫۵ درجه سانتیگراد (۵۸٫۱ درجه فارنهایت) بود.
| داده‌های اقلیم Tetiʻaroa (1981–2010 averages, extremes 1980−present) | داده‌های اقلیم Tetiʻaroa (1981–2010 averages, extremes 1980−present) | داده‌های اقلیم Tetiʻaroa (1981–2010 averages, extremes 1980−present) | داده‌های اقلیم Tetiʻaroa (1981–2010 averages, extremes 1980−present) | داده‌های اقلیم Tetiʻaroa (1981–2010 averages, extremes 1980−present) | داده‌های اقلیم Tetiʻaroa (1981–2010 averages, extremes 1980−present) | داده‌های اقلیم Tetiʻaroa (1981–2010 averages, extremes 1980−present) | داده‌های اقلیم Tetiʻaroa (1981–2010 averages, extremes 1980−present) | داده‌های اقلیم Tetiʻaroa (1981–2010 averages, extremes 1980−present) | داده‌های اقلیم Tetiʻaroa (1981–2010 averages, extremes 1980−present) | داده‌های اقلیم Tetiʻaroa (1981–2010 averages, extremes 1980−present) | داده‌های اقلیم Tetiʻaroa (1981–2010 averages, extremes 1980−present) | داده‌های اقلیم Tetiʻaroa (1981–2010 averages, extremes 1980−present) | داده‌های اقلیم Tetiʻaroa (1981–2010 averages, extremes 1980−present) |
| ماه                                                                 | ژانویه                                                              | فوریه                                                               | مارس                                                                | آوریل                                                               | مه                                                                  | ژوئن                                                                | ژوئیه                                                               | اوت                                                                 | سپتامبر                                                             | اکتبر                                                               | نوامبر                                                              | دسامبر                                                              | سال                                                                 |
| ------------------------------------------------------------------- | ------------------------------------------------------------------- | ------------------------------------------------------------------- | ------------------------------------------------------------------- | ------------------------------------------------------------------- | ------------------------------------------------------------------- | ------------------------------------------------------------------- | ------------------------------------------------------------------- | ------------------------------------------------------------------- | ------------------------------------------------------------------- | ------------------------------------------------------------------- | ------------------------------------------------------------------- | ------------------------------------------------------------------- | ------------------------------------------------------------------- |
| سابقهٔ بیش‌ترین °C (°F)                                               | ۳۵٫۰ (۹۵)                                                           | ۳۴٫۸ (۹۵)                                                           | ۳۵٫۵ (۹۶)                                                           | ۳۵٫۰ (۹۵)                                                           | ۳۳٫۰ (۹۱)                                                           | ۳۳٫۰ (۹۱)                                                           | ۳۲٫۴ (۹۰)                                                           | ۳۲٫۰ (۹۰)                                                           | ۳۳٫۰ (۹۱)                                                           | ۳۴٫۵ (۹۴)                                                           | ۳۴٫۰ (۹۳)                                                           | ۳۵٫۰ (۹۵)                                                           | ۳۵٫۵ (۹۶)                                                           |
| میانگین بیش‌ترین °C (°F)                                             | ۳۰٫۲ (۸۶)                                                           | ۳۰٫۴ (۸۷)                                                           | ۳۰٫۴ (۸۷)                                                           | ۳۰٫۱ (۸۶)                                                           | ۲۹٫۳ (۸۵)                                                           | ۲۸٫۲ (۸۳)                                                           | ۲۷٫۷ (۸۲)                                                           | ۲۷٫۵ (۸۲)                                                           | ۲۸٫۴ (۸۳)                                                           | ۲۸٫۷ (۸۴)                                                           | ۲۹٫۲ (۸۵)                                                           | ۲۹٫۹ (۸۶)                                                           | ۲۹٫۲ (۸۵)                                                           |
| میانگین روزانه °C (°F)                                              | ۲۷٫۰ (۸۱)                                                           | ۲۷٫۳ (۸۱)                                                           | ۲۷٫۳ (۸۱)                                                           | ۲۷٫۱ (۸۱)                                                           | ۲۶٫۴ (۸۰)                                                           | ۲۵٫۶ (۷۸)                                                           | ۲۵٫۰ (۷۷)                                                           | ۲۴٫۹ (۷۷)                                                           | ۲۵٫۷ (۷۸)                                                           | ۲۵٫۹ (۷۹)                                                           | ۲۶٫۳ (۷۹)                                                           | ۲۶٫۶ (۸۰)                                                           | ۲۶٫۳ (۷۹)                                                           |
| میانگین کم‌ترین °C (°F)                                              | ۲۳٫۷ (۷۵)                                                           | ۲۴٫۱ (۷۵)                                                           | ۲۴٫۲ (۷۶)                                                           | ۲۴٫۲ (۷۶)                                                           | ۲۳٫۵ (۷۴)                                                           | ۲۳٫۰ (۷۳)                                                           | ۲۲٫۴ (۷۲)                                                           | ۲۲٫۳ (۷۲)                                                           | ۲۳٫۰ (۷۳)                                                           | ۲۳٫۲ (۷۴)                                                           | ۲۳٫۵ (۷۴)                                                           | ۲۳٫۴ (۷۴)                                                           | ۲۳٫۴ (۷۴)                                                           |
| سابقهٔ کم‌ترین °C (°F)                                                | ۱۶٫۰ (۶۱)                                                           | ۱۷٫۹ (۶۴)                                                           | ۱۷٫۶ (۶۴)                                                           | ۱۷٫۰ (۶۳)                                                           | ۱۷٫۰ (۶۳)                                                           | ۱۸٫۰ (۶۴)                                                           | ۱۴٫۵ (۵۸)                                                           | ۱۵٫۰ (۵۹)                                                           | ۱۷٫۰ (۶۳)                                                           | ۱۵٫۰ (۵۹)                                                           | ۱۶٫۰ (۶۱)                                                           | ۱۷٫۰ (۶۳)                                                           | ۱۴٫۵ (۵۸)                                                           |
| بارندگی میلی‌متر (اینچ)                                              | ۲۵۰٫۸ (۹٫۸۷)                                                        | ۱۸۳٫۸ (۷٫۲۴)                                                        | ۱۷۹٫۹ (۷٫۰۸)                                                        | ۱۷۸٫۸ (۷٫۰۴)                                                        | ۱۲۵٫۱ (۴٫۹۳)                                                        | ۱۰۵٫۲ (۴٫۱۴)                                                        | ۹۹٫۸ (۳٫۹۳)                                                         | ۷۳٫۴ (۲٫۸۹)                                                         | ۶۶٫۵ (۲٫۶۲)                                                         | ۱۴۷٫۰ (۵٫۷۹)                                                        | ۱۴۲٫۹ (۵٫۶۳)                                                        | ۳۲۹٫۹ (۱۲٫۹۹)                                                       | ۱٬۸۸۳٫۱ (۷۴٫۱۴)                                                     |
| میانگین روزهای بارندگی (≥ ۱.۰ mm)                                   | ۱۶٫۳                                                                | ۱۴٫۱                                                                | ۱۴٫۳                                                                | ۱۲٫۲                                                                | ۱۱٫۸                                                                | ۹٫۷                                                                 | ۱۰٫۷                                                                | ۸٫۳                                                                 | ۷٫۴                                                                 | ۱۰٫۴                                                                | ۱۲٫۸                                                                | ۱۷٫۷                                                                | ۱۴۵٫۶                                                               |
| منبع: Meteociel                                                     |                                                                     |                                                                     |                                                                     |                                                                     |                                                                     |                                                                     |                                                                     |                                                                     |                                                                     |                                                                     |                                                                     |                                                                     |                                                                     |

## تاریخچه

### دوران قدیم

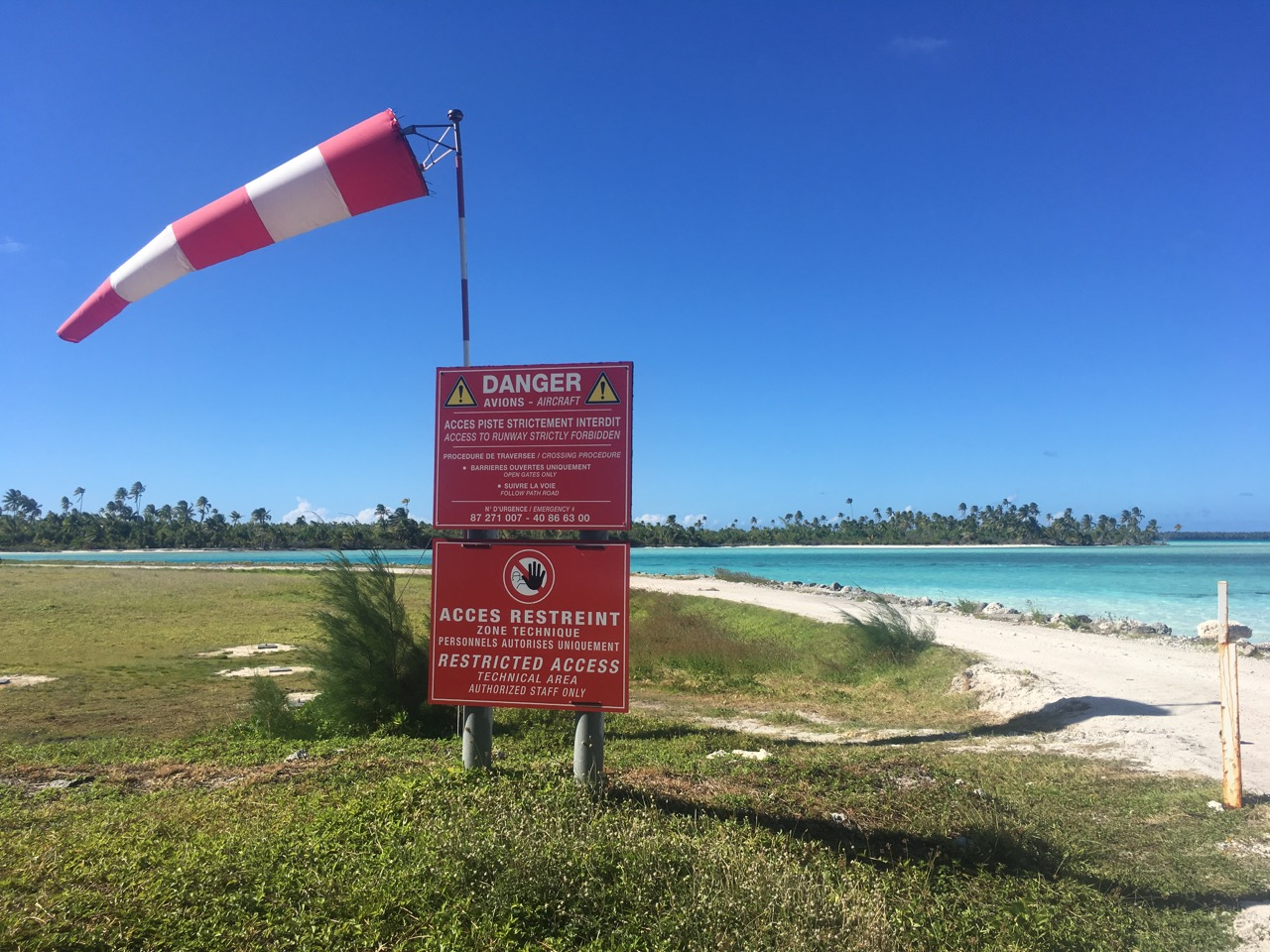
فرودگاه تِتی آروآ

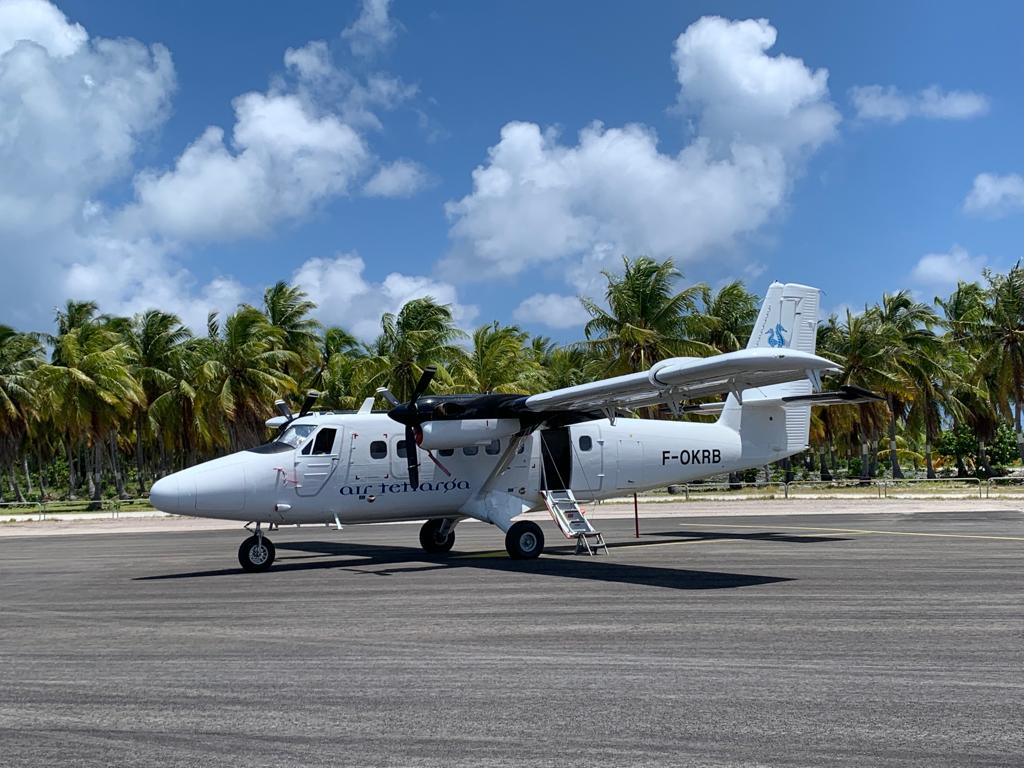
یک فروند دی‌اچ‌سی-۶ توئین اوتر متعلق به ایر تتی آروآ.

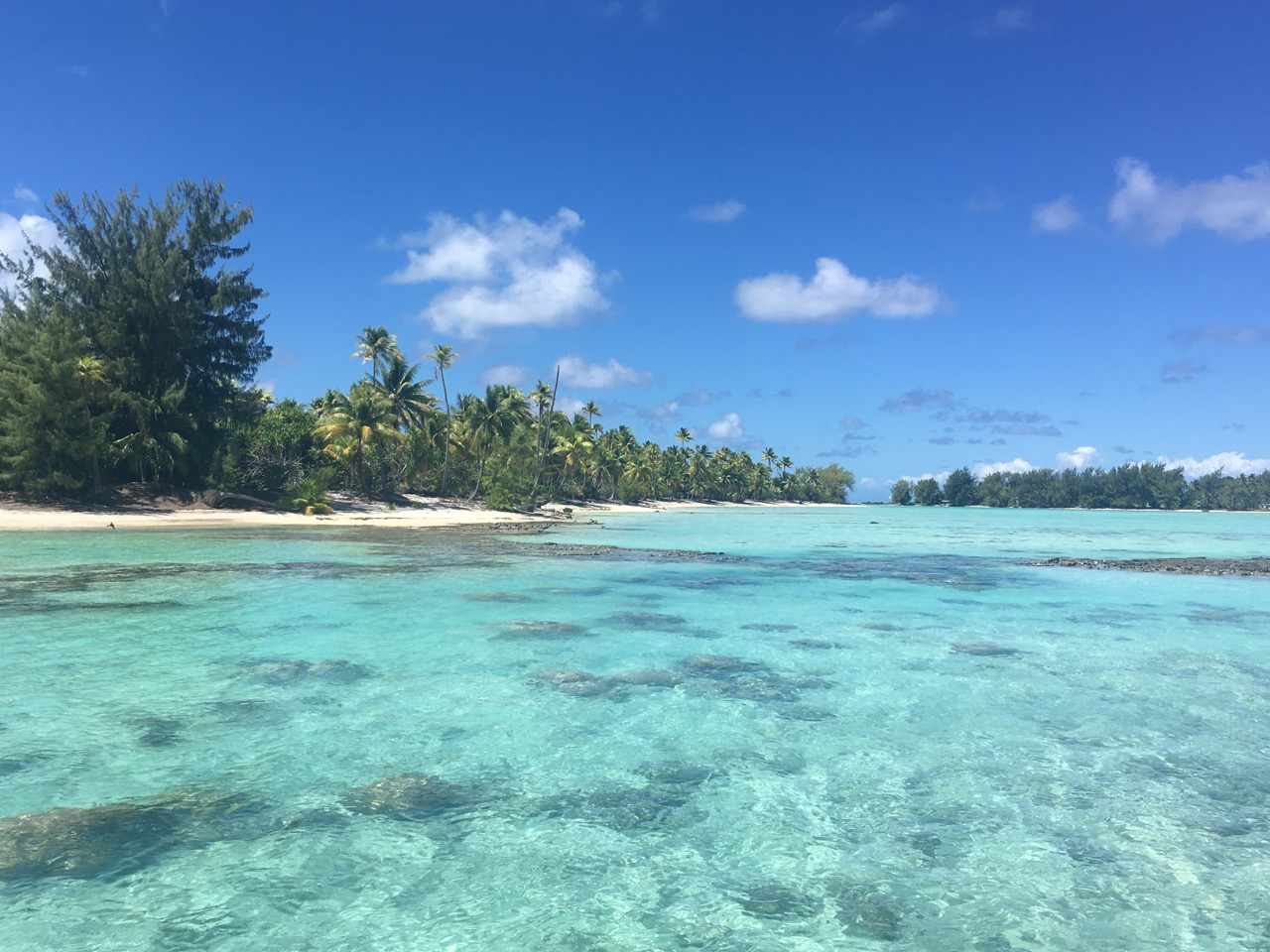
جزایر خرد تِتی آروآ

تِتی آروآ مکان ویژه ای برای سران تاهیتی بود، که از آن برای سرگرمی، مراسم با رقص و آواز، ماهیگیری و برگزاری ضیافت‌ها استفاده می‌نمودند. فرمانرویان تاهیتی 
(به تاهیتیایی: ariʻi rahi) همچنین از این جزیره برای اجرای رسم هاآپوری ئآ
(به تاهیتیایی: haʻaporiʻa)استفاده می‌کردند، که شامل غذا خوردن برای افزایش وزن و دوری از آفتاب برای سفید شدن پوست بود. چاقی و رنگ پریدگی برای اشراف و رؤسا نشانه «بهروزی و سعادت» بود. تتی آروآ توسط سران پاره آرو و بعداً توسط اعضای دودمان پوماره اداره می‌شد.
گفته شده در سال ۱۷۸۹، ناخداویلیام بلای، زمانی که قبل از خروج کشتی اچ‌ام‌اس بونتی از تاهیتی، در تعقیب اولین خدمه شورشی خود بود، از تِتی آروآ دیدن کرد. هرچند کمی بعد کشتی بونتی دچار شورش کامل شد. کاوشگران ایالات متحده آمریکا در ۱۰ سپتامبر ۱۸۳۹ از این آبسنگ حلقوی بازدید نمودند.

### ویلیامز و براندو
در سال ۱۹۰۴، خانواده سلطنتی تاهیتی، تِتی آروآ را به جانستون والتر ویلیامز، یک شهروند کانادا و تنها دندانپزشک در تاهیتی فروخت. ویلیامز بعداً از سال ۱۹۱۶ تا ۱۹۳۵ کنسول بریتانیا در تاهیتی شد. ویلیامز تِتی آروآ را به عنوان یک اقامتگاه و یک مزرعه
 ٰمغز نارگیل (کوپرا) مورد بهره‌برداری قرار داد.
در سال ۱۹۶۰، مارلون براندو در حین جستجو برای مکان‌های فیلمبرداری شورش در بونتی، که در تاهیتی و جزیره همسایه آن موئورئا تولید شده بود، تِتی آروآ را «کشف» نمود. پس از اتمام فیلمبرداری، براندو یک ماهیگیر محلی را استخدام کرد تا او را به تِتی آروآ برساند. در سال ۱۹۹۴ در زندگی‌نامه خود به نام آهنگ‌هایی که مادرم به من یاد داد، شعف و تحسین خود از دیدن تِتی آروآ، را چنین بیان نموده است، «زیباتر از هر چیزی بود که پیش‌بینی می‌کردم». براندو سرانجام تِتی آروآ را از یکی از نوادگان مستقیم ویلیامز، خانم (مادام) دوران، خریداری نمود. ویلیامز و همسرش در جزیره خرد (موُتو) ریماتوئو به خاک سپرده شده‌اند. براندو در سال ۱۹۶۶ تصمیم به خرید تِتی آروآ گرفت و مجبور شد تا مداخله‌های سیاسی و مقاومت‌های محلی را برای حفاظت از جزیره، صخره‌های مرجانی، و کولاب را که اکنون همگی در مالکیت دولت پلی‌نزی فرانسه قرار داشتند، را تحمل نماید. بسیاری از سایت‌های باستانی مهم در تِتی آروآ قرار گرفته، شناسایی و مورد مطالعه قرار گرفته‌اند؛ بنابراین، اهمیت تاریخی تِتی آروآ برای مردم (و دولت) پلی‌نزی فرانسه در بهترین حالت، توسعه آتی آن را زیر سؤال می‌برد.
براندو که می‌خواست در این جزیره مرجانی زندگی کند، در سال ۱۹۷۰ دهکده‌ای کوچک در موتو اونه تاهی ساخت. این دهکده شامل یک باند فرودگاه بود تا برای دسترسی به جزیره نیازی به عبور از صخره‌های مرجانی نباشد، ۱۲ بنگالوی ساده، یک کلبه آشپزخانه، سالن غذاخوری و بار بود که همه از مواد محلی ساخته شده بودند: همانند نارگیل. چوب، سقف‌های کاهگلی و حتی صدف‌های بزرگ دریایی برای سینک‌ها. این دهکده مکانی شد برای دوستان و خانواده او و همچنین محققانی که در مورد بوم‌شناسی و باستان‌شناسی جزیره مرجانی کارهای مطالعاتی انجام می‌دادند. در طول سال‌ها، براندو تا آنجا که می‌توانست زمان زیادی را در جزیره مرجانی می‌گذراند و آن را به عنوان مکانی برای فراری از زندگی پرتنش خود در هالیوود قرار داده بود. اگرچه، در نهایت، او آنطور که دلش می‌خواست در آن جزیره مرجانی افامت نداشت، گفته شده که او همیشه لحظات خود در تِتی آروآ را گرامی می‌داشت. در طول اقامت مارلون براندو در این جزیره، اغلب فرزندان، نوه‌ها و نتیجه‌هایش از او دیدن می‌کردند. پس از مرگ براندو، پسر وی، سایمون تِه هوتو مدتی در این جزیره گذران زندگی نمود. در نهایت دهکده تبدیل به هتلی ساده شد که توسط همسر سوم مارلون براندو، تاریتا تریپایا، که نقش معشوقه وی را در فیلم شورش در کشتی بونتی ایفا نموده بود، اداره می‌شد.

## گیاهان و جانوران
تِتی آروآ زیستگاه مناسبی برای گونه‌های پرندگان دریایی ذیل می‌باشد:
بوبی قهوه‌ای، بوبی پاسرخ، پرستودریایی کاکلی بزرگ، پرستودریایی سفید، سینه‌بادکنک بزرگ، سینه‌بادکنک کوچک ،پرستواقیانوسی قهوه‌ای
، پرستواقیانوسی سیاه، پرستودریایی پشت‌سیاه و پرستودریایی عینکی یا پشت قهوه ای.
پرندگان ساحلی و خشکی‌زی عبارتند از: حواصیل اقیانوس آرام، سلیم طلایی خاوری ،مرغ جوگندمی سرگردان، کوکوی دم‌دراز اقیانوسی و گیلانشاه تاهیتی.
تِتی آروآ همچنین میزبان پنج گونه از هفت گونه لاک پشت دریایی، یعنی لاک‌پشت پوزه‌عقابی، لاک‌پشت سبز دریایی، لاک‌پشت چرمی،
لاک‌پشت زیتونی، و لاک‌پشت سرخ است.
در آبهای اطراف وانیل (سرده) پستانداران دریایی متعددی زندگی می‌کنند، از جمله نهنگ گوژپشت، نهنگ خلبان باله‌کوتاه، دلفین سخت‌دندان،
دُلفین چرخان، دلفین یونس، نهنگ سرخربزه‌ای،
نوک‌نهنگ بلنویل، نهنگ غازنوک و حتی چند گله کوچگ نهنگ قاتل.
ماهیان استخوانی، انواع کوسه و سفره‌ماهی نیز در آبهای پیرامون وجود دارند.
گیاهان مهم تِتی آروآ عبارتند از: گل درخت سمی دریا (نام علمی:  Barringtonia Asiatica)، آهن‌چوب اقیانوس آرام، زیبابرگ، نارگیل، گردوی جزیره، انجیر رنگی (نام علمی: Ficus tinctoria)، گاردنیاساحلی ،آفتاب‌پرست ساحلی، درخت فانوس، میوه نان، نمدار، کاهوی دریایی و ارکیده وانیلی، در میان سایر دیگر گیاهان.

## فرودگاه
فرودگاه تِتی آروآ (یاتا: TTI، ایکائو: NTTE) فرودگاهی در آب‌سنگ حلقوی است.
این فرودگاه مورد استفاده ایر تِتی آروآ می‌باشد، که یک شرکت هواپیمایی ارائه دهنده خدمات چارتر است که در درجه اول پروازهایی را برای مهمانان استراحتگاه براندو به فرودگاه بین‌المللی فاآ انجام می‌دهد. فرودگاه در حال حاضر هیچ خدماتی برای پروازهای تجاری برنامه‌ریزی شده ندارد.